# Tolga
Tolga és un municipi situat al comtat d'Innlandet, Noruega. Té 1.620 habitants (2016) i la seva superfície és de 1.123 km². El centre administratiu del municipi és el poble homònim.
És part de la regió tradicional d'Østerdalen. El municipi limita a l'est amb el municipi de Tynset, al sud amb Rendalen, a l'est amb Engerdal i al nord amb Os, tots situats al comtat de Hedmark.
Tolga era una plaça forta per al partit nazi noruec Nasjonal Samling durant la Segona Guerra Mundial, encara que el partit mai va estar representada en el consell de la ciutat.

## Informació general

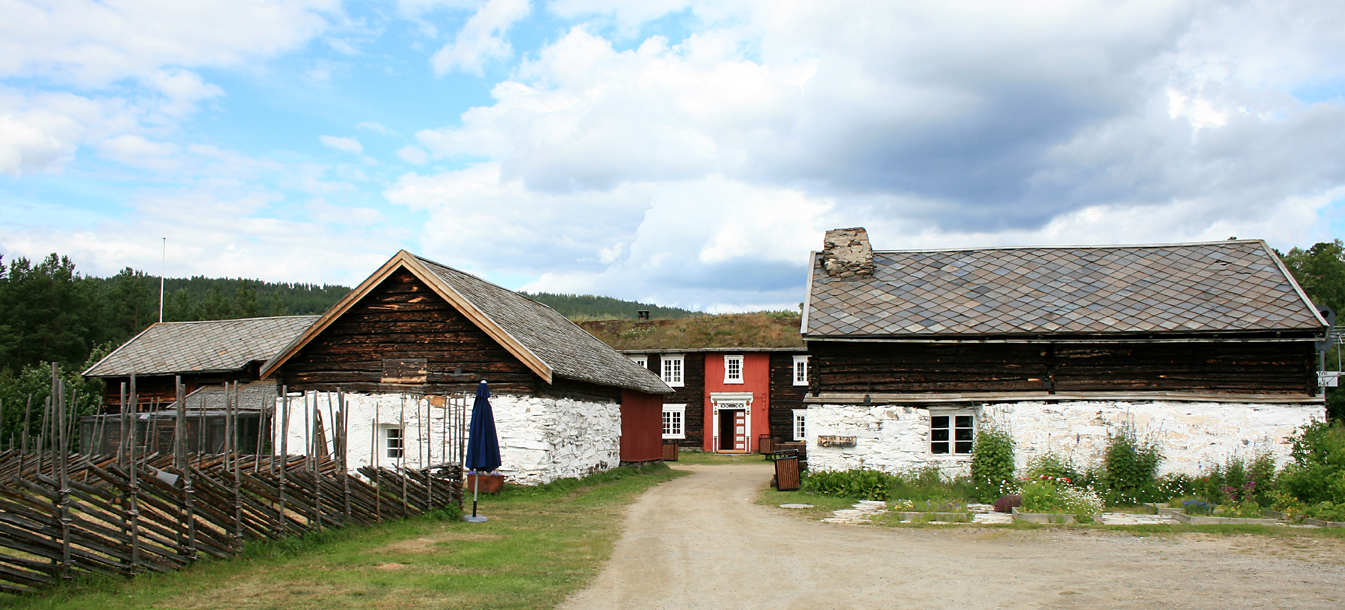
El museu de Dølmotunet.

La parròquia de Tolga va ser establerta com a municipi l'1 de gener de 1838. Algunes parts de Tolga van ser traslladades al municipi veí d'Engerdal l'1 de gener de 1911. Aquestes parts es van separar Engerdal l'1 de juliol de 1926, quan van passar a ser part d'Os, un nou municipi.

### Nom
El municipi (originalment la parròquia) és el nom de l'antiga granja Tolga perquè la primera església de la parròquia va ser construïda allí (el 1688). La granja duu el nom del petit riu Tolga, i el nom del riu deriva probablement de la paraula toll, que significa "pi (arbre)". Abans del 1918, el nom s'escrivia Tolgen.

### Escut d'armes
L'escut d'armes és modern. Se'ls va concedir el 14 de juliol de 1989. L'escut mostra una campana daurada sobre un fons vermell. Tolga va ser la llar de la campana smeltehytte del 1666 al 1871, i la campana representa la vella campana que hi havia a la plaça del poble, al centre de Tolga. L'empresa fonedora va ser important a causa de la prevalença de la mineria a la zona.